# Odette Laure
Odette Laure, nome d'arte di Odette Dhommée (Parigi, 28 febbraio 1917 – Parigi, 10 giugno 2004), è stata un'attrice francese.
È sepolta nel cimitero di Bagnolet (Senna-Saint-Denis).

## Cinema
- La vergine scaltra (La Marie du port), regia di Marcel Carné (1950)
- Lady Paname, regia di Henri Jeanson (1950)
- Ce bon Monsieur Durand, regia di Charles-Félix Tavano (1950)
- Si ça vous chante, regia di Jacques Loew (1951)
- Henriette (La Fête à Henriette), regia di Julien Duvivier (1952)
- La Pocharde de Georges Combret (1953)
- Il grande giuoco (Le Grand Jeu), regia di Robert Siodmak (1954)
- Mitsou, regia di Jacqueline Audry (1956)
- C'est arrivé à 36 chandelles, regia di Henri Diamant-Berger (1957)
- L'École des cocottes, regia di Jacqueline Audry (1958)
- Nuits de Pigalle, regia di Georges Jaffré (1958)
- La casa sul fiume (Guinguette), regia di Jean Delannoy (1959)
- Le Viager, regia di Pierre Tchernia (1972)
- Moi, fleur bleue, regia di Eric Le Hung (1977)
- Au bout du bout du banc, regia di Peter Kassovitz (1979)
- Le Braconnier de Dieu, regia di Jean-Pierre Darras (1983)
- Les Nanas, regia di Annick Lanoë (1985)
- Périgord noir, regia di Nicolas Ribowski (1988)
- Daddy Nostalgie, regia di Bertrand Tavernier (1990)
- Jalousie, regia di Kathleen Fonmarty (1991)
- Riens du tout, regia di Cédric Klapisch (1991)
- Le Bal des casse-pieds, regia di Yves Robert (1992)
- L'inconnu dans la maison, regia di Georges Lautner (1992)
- Les Mamies, regia di Annick Lanoë (1992)
- La Dilettante, regia di Pascal Thomas (1999)
- Le Prof, regia di Alexandre Jardin (2000)

## Televisione
- Vincent Scotto, regia di Henri Spade (1962)
- Quand on est deux serie televisiva, regia di Jacques-Gérard Cornu (1962)
- La Visite de la vieille dame, regia di Alberto Cavalcanti (1971)
- A théâtre ce soir, regia di Pierre Sabbagh (4 episodi tra 1973 e 1977)
- La Vie de Marianne, serie televisiva, regia di Pierre Cardinal (1976)
- Banlieue Sud-Est, serie televisiva, regia di Gilles Grangier (1977)
- Le Petit Théâtre d'Antenne 2, serie televisiva (2 episodi tra 1978-1981)
- Les Insulaires, telefilm, regia di Gilles Grangier (1979)
- Roméo et Baucis, telefilm, regia di Hélène Misserly (1979)
- Les Amours de la Belle Époque, serie televisiva, regia di André Flédérick (1979)
- Les Dames de cœur, serie televisiva, regia di Paul Siegrist (1980)
- La Plume, regia di Robert Valey (1980)
- Les Folies du samedi soir, regia di Jacques Brialy (1980)
- Le Fantôme du zouave, regia di Georges Bensoussan (1981)
- Les Amours des années folles serie televisiva, regia di Agnès Delarive e Boramy Tioulong (1981)
- L'Atterrissage, regia di Eric Le Hung (1981)
- Antoine et Julie, regia di Gabriel Axel (1981)
- Bon anniversaire Juliette, regia di Marcel Bozzuffi (1983)
- Julien Fontanes, magistrato,  serie televisiva (3 episodi tra 1983 e 1989)
- Un garçon de France, regia di Guy Gilles (1985)
- L'Ingénu du Clairon (1985)
- Ultra léger meutre (1986)
- La Robe qui tue (1986)
- Mort en play-back (1986)
- Le Prix du cadavre (1986)
- Spécial bavure (1986)
- La Bague au doigt serie televisiva (1986)
- Le Gerfaut serie televisiva, regia di Marion Sarraut (1987)
- Périgord noir, regia di Nicolas Ribowski (1988)
- L'homme à tout faire serie televisiva, regia di Patrick Gandery-Réty (1988)
- Les Cadavres exquis, regia di Peter Kassovitz (1990)
- Un beau petit milliard, regia di Pierre Tchernia (1992)
- Le Secret du petit milliard, regia di Pierre Tchernia (1992)
- Méprise d'otage, regia di Didier Albert (1992)
- Maigret - Maigret et la vieille dame, regia di David Delrieux (1994)
- Entre terre et mer serie televisiva, regia di Hervé Baslé (1994)
- Petits nuages d'été, regia di Olivier Langlois (1999)

## Operetta
- 1950 -  Faut marier maman di Guy Lafarge, messo in scena da Pierre Dux, Théâtre de Paris
- 1972 - Il était une fois Operetta di Jean Poiret di Dominique Tirmont, Teatro di Palais-Royal
- 1976 -  Ciboulette di Reynaldo Hahn, messo in scena da Jean-Laurent Cochet, Opera Comica.

## Teatro
- 1950 - Il faut marier maman  musical di Marc-Cab e Serge Veber, musica di Guy Lafarge, messa in scena Pierre Dux, Théâtre de Paris.
- 1952 - Vice versa de Marcel Frank, messa in scena da Christian Gérard, Théâtre Fontaine.
- 1958 - La Brune que voilà, di e messo in scena da Robert Lamoureux, Théâtre des Variétés
- 1967 - Boudu sauvé des eaux di René Fauchoix, messo in scena da Jean-Laurent Cochet, Théâtre des Capucines
- 1971 - Zozo di Jacques Mauclair, messo in scena da Jean-Pierre Darras, Théâtre des Célestins Lyon
- 1971 - Du côté de chez l'autre, messo in scena da Jean-Laurent Cochet, Théâtre de la Madeleine
- 1972 - Le Noir te va si bien, di Jean Marsan, messo in scena da Jean Le Poulain, Théâtre Antoine
- 1974 -  Le Mari, la femme et la mort di André Roussin, messo in scena da Louis Ducreux, Théâtre Antoine
- 1974 - Le Péril bleu ou méfiez-vous des autobus di e messo in scena da Victor Lanoux, Théâtre des Mathurins
- 1975 - Chat d'István Örkény, messa in scena da Jean-Laurent Cochet, Théâtre du Gymnase
- 1976 -  La Frousse di Julien Vartet, messo in scena da René Clermont, Studio des Champs-Elysées
- 1977 -  La Dame de chez Maxim di Georges Feydeau, messo in scena da Jean Meyer, Théâtre des Célestins
- 1977 -  La Ménagerie de verre di Tennessee Williams, messo in scena da Marcel Lupovici, Teatro 347
- 1978 -  Lundi, la fête di Franco Brusati, messo in scena da Jacques Rosny, Teatro Michel
- 1978 -  Les Folies du samedi soir di Marcel Mithois, messo in scena Jacques Rosny, Théâtre La Bruyère
- 1980 - Joyeuses Pâques di Jean Poiret, messo in scena da Pierre Mondy, Théâtre du Palais Royal
- 1982 - Chéri de Colette, messo in scena da Jean-Laurent Cochet, Théâtre du Palais Royal
- 1983 -  Joyeuses Pâques di Jean Poiret, messo in scena da Pierre Mondy, Théâtre Edouard VII
- 1984 - Revenu de l'étoile di André Obey, messa in scena da Jean-Luc Moreau, Théâtre Saint-Georges
- 1984 -  On m'appelle Émilie di Maria Pacôme, messo in scène da Jean-Luc Moreau, Théâtre Saint-Georges
- 1985 -  Joyeuses Pâques di Jean Poiret, messa in scena da Pierre Mondy, Théâtre du Palais Royal
- 1986 - Ce sacré bonheur di Jean Cosmos, messa in scena da Michel Fagadau, Théâtre Montparnasse
- 1987 - La Chambre d'ami di e messo in scena da Marc Camoletti, Théâtre Michel
- 1989 -  La Station Champbaudet di Eugène Labiche, messo in scena da Jean Bouchaud, Théâtre di Boulogne-Billancourt
- 1992 - Ma Colette di Dany Laurent, messo in scena da Annie Sinigalia, Théâtre d'Asnières
- 1993 - Le Mal court di Jacques Audiberti, messo in scena da Pierre Franck, Théâtre de l'Atelier.

## Riconoscimenti
- 1954 – Grand prix de l'Académie du disque
- 1977 – Trophée Dussane pour La Ménagerie de verre
- 1991 – Nomination pour le César per la migliore attrice in un secondo ruolo di Daddy Nostalgie.